# Lizarraga (apellido)
Lizarraga es un apellido de origen vasco-navarro, que en euskera significa "lugar de los fresnos". Su etimología deviene del sustantivo LIZAR (Fresno) al que se le sufija la partícula "-aga" con carácter abundancial o pluralizador, arrojando el significado final de "Fresneda".
Se trata de un topónimo vasco, que además también está recogido como apellido en el nomenclátor onomástico de Euskaltzaindia (Academia de la Lengua Vasca).
La acentuación ortográfica no existe en euskera pero sí la fonética. La lengua vasca es de acentuación aguda, cargando el impulso vocal sobre la última sílaba de cada palabra, pero en este caso se produciría una doble acentuación fonética habida cuenta de su composición (LiZArraGA). Esta modalidad de acentuación no existe en lengua castellana por lo que se tiende a eliminar la última en beneficio de la primera resultando un vocablo esdrújulo (LiZArraga). Los castellano-hablantes del País Vasco han desarrollado la opción de cargar el impulso vocal sobre la ante última sílaba concluyendo en una acentuación llana (LizaRRAga).
Posee variantes tales como Lizárraga o Leizarraga. El segundo escritor que escribió en euskera tenía este apellido, Joannes Leizarraga. Leizarraga es una variante de Lizarraga.